# Kościół Ewangelicko-Luterański Rumunii

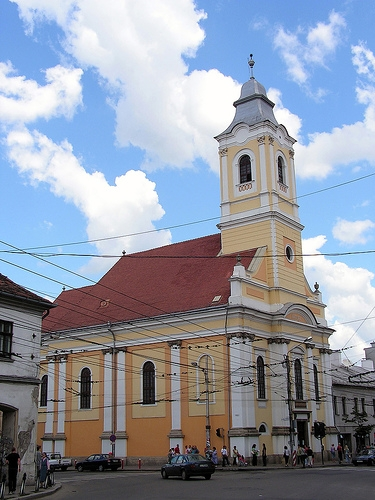
Kościół luterański w Klużu-Napoce

Kościół Ewangelicko-Luterański Rumunii (rum. Biserica Evanghelică Luterană din România, węg. Romániai Evangélikus-Lutheránus Egyház) – jeden z kościołów luterańskich działających w Rumunii. Posiada głównie węgierski charakter narodowościowy, z jednym dekanatem słowackojęzycznym. W 2013 roku liczył 27.540 członków.

## Historia
Korzenie kościoła sięgają czasów Reformacji, która na tereny Węgier i Siedmiogrodu dotarła w XVI wieku. Idee reformacyjne spotkały się z poparciem zarówno ludności niemiecko, jak i węgierskojęzycznej. W 1691 roku Siedmiogród stał się częścią katolickiej Monarchii Habsburgów, w związku z czym ludność ewangelicka była poddawana represjom. Po równouprawnieniu wyznaniowym tamtejsze węgierskojęzyczne zbory ewangelickie stały się częścią Kościoła Ewangelicko-Luterańskiego Siedmiogrodu, posiadającego niemiecki charakter narodowościowy. W 1896 parafie węgierskie powołały osobną diecezję, która weszła w skład Kościoła Ewangelickiego na Węgrzech. Stan ten trwał do czasu włącznia Siedmiogrodu do Rumunii po I wojnie światowej.
Samodzielny związek wyznaniowy został powołany w 1921. W późniejszym czasie przyłączyły się do niego również zbory słowackojęzyczne oraz rumuńskojęzyczny zbór w Bukareszcie.

## Współczesność
W kościele używane są cztery języki: węgierski, słowacki, niemiecki i rumuński. Działa 39 zborów oraz 122 centra diasporalne i 118 stacji kaznodziejskich. We wszystkich zborach kościoła prowadzona jest praca diakonijna. Działa Stowarzyszenie Młodzieży Ewangelickiej w Rumunii, organizujące obozy oraz inne programy skierowane do młodzieży. Kościół prowadzi są również własne programy w stacjach radiowych.
Razem z Kościołem Reformowanym, Unitariańskim oraz Kościołem Ewangelickim Wyznania Augsburskiego prowadzony jest Protestancki Instytut Teologiczny w Klużu-Napoce, kształcący duchownych kościoła.
Ordynacja kobiet na księży jest praktykowana od 1940 r. W kościele na stanowisku duchownego pracuje dziewięć kobiet.

## Organizacja
Kościół Ewangelicko-Luterański Rumunii jest zorganizowany według ustroju prezbiteriańskiego. Najwyższym organem ustawodawczym kościoła pozostaje Synod. Na czele kościoła stoi biskup, wspomagany przez świeckiego prezydenta kościoła.

## Współpraca z innymi kościołami
Kościół jest członkiem organizacji międzynarodowych, takich jak Wspólnota Kościołów Ewangelickich w Europie, Konferencja Kościołów Europejskich i Światowa Rada Kościołów. Współpracuje również z innymi kościołami chrześcijańskimi na terenie Rumunii w ramach Ekumenicznego Stowarzyszenia Kościołów w Rumunii. Utrzymuje również stosunki z kościołami luterańskimi oraz organizacjami z Węgier, Niemiec, Danii, Finlandii i Norwegii.